# 27 (liczba)

Autostrada A27 w Grecji

27 (dwadzieścia siedem) – liczba naturalna następująca po 26 i poprzedzająca 28.

## Szczególne właściwości
- 27 dzieli się przez sumę swoich cyfr (2+7=9, 27/9=3), więc jest liczbą Harshada[1].

- 27 jest trzecią liczbą dziesięciokątną, tj. z dwudziestu siedmiu „segmentów” możemy ułożyć dziesięciokąt[2].

## 27 w nauce
- liczba atomowa kobaltu
- obiekt na niebie Messier 27
- galaktyka NGC 27
- planetoida (27) Euterpe

## 27 w kalendarzu
27. dniem w roku jest 27 stycznia. Zobacz też co wydarzyło się w 27 roku n.e.

## 27 w technice
- numer gwintu stosowanego między innymi w żarówkach i niektórych aparatach zabezpieczeniowych.

## Inne
Jest to liczba ksiąg Nowego Testamentu.